# Мега (баскетбольный клуб)
«Мега» (серб. КК Мега Баскет) — сербский баскетбольный клуб, выступающий в Сербской лиге и Адриатической лиге. Представляет город Белград, домашняя площадка — спортивный зал имени Ранко Жеравица. Кроме Белграда проводит домашние матчи на площадках Крушеваца и Смедерево. С 2004 года всеми делами клуба занимается спортивный агент Мишко Разнатович и спортивное агентство «Белградский Баскетбол» (BeoBasket).

## История
Клуб «Авала Ада» был создан в декабре 1998 года группой баскетбольных энтузиастов, которые работали на фабрике «Авала Ада». Баскетбольный клуб стал частью системы спортивного общества «Авала Ада», который объединял и другие виды спорта. 
Летом 1999 года клуб выиграл чемпионат Белграда (летняя лига) и смог попасть во Вторую лигу Сербии, которая являлась четвертым дивизионом. Практически сразу же в сезоне 1999/2000 была поставлена амбициозная задача выйти в третий дивизион, с которой команда успешно справилась.
В сезоне 2000/2001 команда выступала в Первой лиге Сербии, заняла в ней третье место и остановилась в шаге от повышения в классе. В сезоне 2001/2002 команда вновь стала третьей. В сезоне 2002/2003 клуб вновь не смог выйти в Первую лигу, однако через серию плей-офф принял участие в розыгрыше Первой Лиги Б, победив команды «Зета» и «Врбас». В статусе команды Первой Лиги Б (Сербская группа) сезона 2003/2004 «Авала Ада» окончила сезон третьей, не получив повышения в классе. Перед началом сезона 2004–05 команда существенно изменилась, прежде всего командой стало управлять спортивное агентство BeoBasket. По итогам сезона 2004/2005 команда получила возможность выступать в высшем дивизионе Сербии. В декабре 2005 года команда сменила название на «Мега Баскет». В этот же период был подписан спонсорский контракт с компанией «Исхрана» (Смедерево). Из-за спонсорских причин команда в 2005/2007 годах носила название «Мега Исхрана». В сезоне 2007/2008 команда меняла название на «Мега Аква Монта», в 2008/2009 — «Мега Хипо Лизинг».
Перед началом сезона 2009/2010 команды «Мега Хипо Лизинг» и «Визура» были объединены, а новая команда получила название «Мега Визура».

## Изменение названия
Из-за спонсорских причин несколько раз название клуба менялось
- Авала Ада (1998—2005)
- Мега Исхрана (2005—2007)
- Мега Аква Монта (2007—2008)
- Мега Хипо Лизинг (2008—2009)
- Мега Визура (2009—2014)
- Мега Лекс (2014—2017)
- Мега Бемакс (2017—2020)
- Мега Соккербет (2020—н. в.)

## Достижения
Адриатическая лига
- Серебряный призёр: 2015/2016

Балканская лига
- Бронзовый призёр: 2008/2009

Чемпионат Сербии
- Серебряный призёр: 2020/2021

Кубок Радивоя Корача
- Обладатель: 2015/2016
- Серебряный призёр (4): 2013/2014, 2014/2015, 2020/2021, 2022/2023

## Известные игроки
- Алексич, Вукашин
- Йокич, Никола
- Ракович, Милован
- Кешель, Марко
- Марьянович, Бобан
- Паунич, Иван
- Величкович, Новица
- Варда, Ратко
- Пекович, Никола